# Le Chalon
Le Chalon és un municipi francès situat al departament de la Droma i a la regió d'Alvèrnia-Roine-Alps. L'any 2007 tenia 175 habitants.

## Demografia

### Població
El 2007 la població de fet de Le Chalon era de 175 persones. Hi havia 60 famílies de les quals 7 eren unipersonals (7 homes vivint sols), 23 parelles sense fills, 23 parelles amb fills i 7 famílies monoparentals amb fills.
La població ha evolucionat segons el següent gràfic:
Habitants censats

### Habitatges
El 2007 hi havia 74 habitatges, 63 eren l'habitatge principal de la família, 7 eren segones residències i 4 estaven desocupats. 64 eren cases i 7 eren apartaments. Dels 63 habitatges principals, 48 estaven ocupats pels seus propietaris i 15 estaven llogats i ocupats pels llogaters; 2 tenien dues cambres, 9 en tenien tres, 15 en tenien quatre i 37 en tenien cinc o més. 51 habitatges disposaven pel capbaix d'una plaça de pàrquing. A 19 habitatges hi havia un automòbil i a 41 n'hi havia dos o més.

### Piràmide de població
La piràmide de població per edats i sexe el 2009 era:
| Homes | Edats   | Dones |
| ----- | ------- | ----- |
| 0     | 95 o +  | 0     |
| 0     | 90 a 94 | 0     |
| 0     | 85 a 89 | 4     |
| 4     | 80 a 84 | 4     |
| 4     | 75 a 79 | 4     |
| 0     | 70 a 74 | 0     |
| 4     | 65 a 69 | 4     |
| 4     | 60 a 64 | 4     |
| 0     | 55 a 59 | 4     |
| 8     | 50 a 54 | 0     |
| 4     | 45 a 49 | 8     |
| 4     | 40 a 44 | 0     |
| 8     | 35 a 39 | 4     |
| 12    | 30 a 34 | 12    |
| 0     | 25 a 29 | 4     |
| 4     | 20 a 24 | 0     |
| 0     | 15 a 19 | 8     |
| 12    | 10 a 14 | 4     |
| 4     | 5 a 9   | 16    |
| 0     | 0 a 4   | 8     |

## Economia
El 2007 la població en edat de treballar era de 109 persones, 81 eren actives i 28 eren inactives. De les 81 persones actives 73 estaven ocupades (40 homes i 33 dones) i 7 estaven aturades (3 homes i 4 dones). De les 28 persones inactives 12 estaven jubilades, 8 estaven estudiant i 8 estaven classificades com a «altres inactius».

### Ingressos
El 2009 a Le Chalon hi havia 73 unitats fiscals que integraven 200 persones, la mediana anual d'ingressos fiscals per persona era de 16.064,5 €.

### Activitats econòmiques
Dels 3 establiments que hi havia el 2007, 2 eren d'empreses de construcció i 1 d'una empresa d'hostatgeria i restauració.
L'any 2000 a Le Chalon hi havia 14 explotacions agrícoles que ocupaven un total de 333 hectàrees.

## Poblacions més properes
El següent diagrama mostra les poblacions més properes.